# Автомобильная промышленность КНР
Автомобильная промышленность Китая (КНР) имеет длинную историю. Первый китайский автомобиль был сделан в 1931 году, но днём рождения китайской автоиндустрии принято считать 15 июня 1953 года, когда в Чанчуне заработал «Автомобильный завод № 1». Новую жизнь китайский автопром обрёл с начала политики реформ и открытости, благодаря которой иностранные автопроизводители смогли начать инвестировать в производство автомобилей в Китае. С начала 1990-х годов автопромышленность Китая развивается очень высокими темпами. В настоящее время Китай способен производить полную линейку автомобильной продукции. К концу ноября 2006 года Китай имел в общей сложности 6322 автомобильных предприятия. К 2023 году в стране насчитывалось больше восьмидесяти автомобильных компаний, крупнейшими из которых являлись SAIC, FAW, BYD, Changan, GAC, Dongfeng, BAIC, Chery, Geely и Great Wall. За первое полугодие 2023 года в стране было реализовано более 13 млн автомобилей.
С 2009 года КНР является крупнейшим авторынком в мире и крупнейшим автопроизводителем в мире, он ежегодно выпускает автомобилей больше, чем следующие два автопроизводителя (США и Япония) вместе взятые, или больше, чем все страны Евросоюза вместе взятые. В 2013 году Китай стал первой в мире страной, в которой было продано более 20 млн автомобилей (22,1 млн единиц). По данным на 2023 год в Китае в среднем каждый день с конвейеров сходит 74 тыс. автомобилей.
Кроме того, Китай является крупнейшим в мире производителем и рынком сбыта транспортных средств на новых источниках энергии (гибриды и электромобили), а также крупнейшим в мире производителем аккумуляторов (см. Contemporary Amperex Technology) и двигателей для электромобилей.

## История

### 1928—1980
- Чжан Сюэлян основал свой арсенал, в котором в 1931 году был сделан один грузовик, названный Ming Sheng.
- 15 июня 1953 года принято считать днём рождения всего автопрома в КНР. Тогда в Пекине начала свою работу FAW.
- 10 марта 1958 года — первый грузовик (NJ130) грузоподъёмностью в 2,5 тонны, основанный на ГАЗ-51, был произведен в Нанкине. Он был назван Yuejin (Юэцзинь, что означает «шаг вперёд») первым китайским министерством промышленного оборудования.
- Июнь 1958: создана компания Nanjing Automobile Works, производившая грузовики. последний из которых сошёл с конвейера 9 июля 1987 года. Всего было произведено 161 988 автомобилей (в том числе моделей NJ130, NJ230, NJ135 и NJ134).
- конец 1950-х — начало 1960-х годов: несколько автомобильных заводов были созданы в городе Нанкин (сегодня Nanjing Automobile (Group) Corporation), Шанхай (сегодня Shanghai Automotive Industry Corporation), Цзинань (Китай превращается в национальный тяжелых грузовиков Группа Duty) и Пекин (сегодня является Beijing Automotive Industry Holding Corporation).
- 1968 год: основан завод «The Second Automobile Works» (позже Dongfeng Motor Corporation).

### 1980—1992
Развитие автомобильной промышленности в Китае было признано перспективным в рамках политики экономических реформ, начатой в 1978 году Дэном Сяопином. Крестьянам разрешили переходить на семейный подряд взамен уравнительных «народных коммун». В стране в качестве приоритетной была выбрана стратегия «социалистической рыночной экономики», кроме того, Китай перешел к политике реформ и открытости. В  деревнях долгое время легковые и прочие автомобили могли приобретать только «данвеи» (рабочие артели). Однако в 1990-х годах владение дорогостоящими личными вещами, вплоть до автомобиля, перестало считаться в КНР преступлением. Быстрое увеличение личных доходов городского и сельского населения создало потенциальный спрос на легковые и легкие коммерческие автомобили.
Поскольку внутреннее производство было крайне ограниченным, объёмы импорта автомобилей резко возросли, несмотря на 260-процентную импортную пошлину на иномарки. До 1984 года почти монопольным экспортером автомобилей в Китай был Советский Союз. В 1984 году импорт японских автомобилей в Китай увеличился в семь раз (с 10 800 ед. до 85 000 ед.), а уже к середине 1985 года Китай стал вторым по величине рынком для Японии после США. В 1985 году КНР потратила около $3 млрд на импорт более 350 000 автомобилей (включая 106 000 легковых автомобилей и 111 000 грузовиков). Три крупнейших частных компании таксомоторов закупили престижные японские модели, такие как Toyota Crown и Nissan Bluebird.
Поскольку расходы на импорт автотранспорта вели к серьёзному дефициту торгового баланса, китайское руководство начало тормозить этот процесс как с помощью пропагандистских усилий, так и за счёт ограничения валютообменных операций. Таможенные пошлины на импортные автомобили были подняты в марте 1985 года, кроме того, несколько позже был ещё добавлен «защитный» акциз. В сентябре 1985 года, вообще, был введен двухлетний мораторий практически на весь импорт автомобилей.
Ограничивая автоимпорт, Китай все же попытался увеличить местное производство путем расширения различных существующих соглашений о совместном производстве легковых автомобилей, а также заключением новых. В 1983 году компания American Motors Corporation (известная как AMC и позже поглощенная Chrysler Corporation) подписала 20-летний контракт на производство в Пекине (BAIC Group) модели Jeep Cherokee XJ. В следующем году немецкий концерн Volkswagen AG подписал 25-летний контракт на выпуск в Шанхае (SAIC Group) седана Volkswagen Santana (Typ B2), а французский концерн PSA начал реализовывать в процветающем южнокитайском городе Гуанчжоу ещё один проект выпуска легкового автомобиля модели Peugeot 504. Эти ранние совместные предприятия не позволяли китайцам заимствовать важнейшие иностранные технологии, так как сборка шла из ввозимых машинокомплектов, а поставки производственного оборудования жёстко контролировались.
Все эти преобразования легли в основу автомобильной промышленности Китая и позволили нарастить выпуск автомобилей с нескольких тысяч (например, в 1985 году было произведено всего 5,2 тыс. легковых автомобилей) до миллионов. Впрочем, отдельные морально устаревшие модели производились до начала 1990-х (например, лимузин Hongqi CA770 и грузовик DongFeng CA10), но затем уступили место более современным моделям, разработанным с применением иностранных ноу-хау.

### 1992—2000
| Год  | Продукция (млн.) |
| ---- | ---------------- |
| 1992 | 1,0              |
| 1999 | 1,2              |
| 2000 | 2,07             |
| 2001 | 2,33             |
| 2002 | 3,25             |
| 2003 | 4,44             |
| 2004 | 5,07             |
| 2005 | 5,71             |
| 2006 | 7,28             |
| 2007 | 8,88             |
| 2008 | 9,35             |
| 2009 | 13,79            |
| 2010 | 18,06            |
| 2011 | 18,42            |
| 2012 | 19,27            |
| 2013 | 22,12            |
| 2014 | 23,72            |
| 2015 | 24,5             |
| 2016 | 28,12            |
| 2017 | 29,02            |
| 2018 | 27,81            |
| 2019 | 25,72            |
| 2020 | 25,23            |
| 2021 | 26,08            |
| 2022 | 27,02            |
| 2023 | 30,16            |

В 1992 году годовой объём производства автомобилей в КНР впервые превысил один миллион.
С 1994 года действовали ограничения на иностранные инвестиции в автопром страны, как и для ряда других ключевых секторов экономики — атомной энергетики, редкоземельных материалов, телекоммуникационных и новостный компаний, а также для сектора образования (иностранные компании, как правило, должны создавать совместные предприятия с местными фирмами, которые, в свою очередь, имеют контрольный пакет акций); с 1 января 2022 подобные ограничения на долю участия иностранных граждан были отменены.

### 2000-е
К 2000 году Китай производил более двух миллионов автомобилей. После вступления в 2001 году Китая в ВТО развитие автомобильного рынка ещё более ускорилось.
В период между 2002 и 2007 годами рост национального авторынка Китайской Народной Республики составлял в среднем 21 % или 1 млн машин в годовом исчислении.
В 2004 году производство автомобилей превысило 5 млн, а уже в 2009 году Китай произвёл 13,76 млн транспортных средств, обойдя Японию и став крупнейшим автомобильным производителем мира.

### 2010-е
В 2010 году, как продажи, так и производство выросли ещё сразу на треть и превысили 18 млн единиц. Впервые в мировой истории автопроизводства для какой-либо страны выпуск превысил планку в 15 млн автомобилей. Производство достигло 18,26 млн автомобилей, включая 11,6 млн легковых автомобилей, что позволило сохранить и упрочить первое место в мире (в том числе и по продажам легковых автомобилей), не только очень значительно опередив двух лидеров (США и Японию), сменявших друг друга предыдущие 40 лет, но также опередив и все страны Евросоюза вместе взятые.
В 2011 году автомобильная промышленность Китая выросла на несколько процентов. Из общего количества 19,27 млн единиц пассажирских автомобилей произведено 14,89 млн (+4,23 % к уровню 2010 года), а коммерческих — 3,93 млн (-9,93 %). Объём продаж на автомобильном рынке Китая в 2011 году составил 18,51 млн, что лишь на 2,45 % превышает уровень 2010 года. Это связано с прекращением действия государственных программ стимулирования авторынка (повышение до 10 % налога с продаж на малолитражные автомобили, сворачивание программы трейд-ин для крестьян и введение жёсткого количественного ограничения роста автопарка в наиболее перегруженных мегаполисах Шанхае и Пекине).
Продажи легковых автомобилей в 2011 году возросли на 5,19 % до 14,47 млн, а коммерческих автомобилей на 6,31 % до 4,03 млн. Тем не менее, даже при кардинальном замедлении темпов роста производства и продаж в 2011 году Китай сохранил за собой безусловные лидирующие позиции как крупнейшего мирового автопроизводителя, так и крупнейшего автомобильного рынка в мире, снова значительно опередив по данным показателям США (8,61 млн и 12,9 млн, соответственно). Позиции автомобильных компаний КНР в 2010-х укрепились настолько, что они принялись скупать обанкротившиеся европейские бренды, например, Rover, Saab,
Volvo Cars, LTI и LDV.
В середине 2010-х рост автомобильной промышленности Китая успешно продолжился, хотя в ряде сегментов и наблюдаются определённые проблемы. Так, крупнейшие города КНР (11 мегаполисов, начиная с Пекина и Шанхая), страдающие от гигантских автомобильных пробок, начали ограничивать рост легкового автопарка вводя «сингапурскую» аукционную систему приобретения регистрационных автомобильных номеров. Например, в Пекине в год разыгрывается не более 62 тыс. номеров, что ведёт к огромному росту их стоимости на рынке. Постепенно к данной системе подключаются и другие крупные города местного значения. В то же время для стимулирования пошатнувшегося спроса на легковые автомобили в 2016 году снова были введены льготы по налогу с продаж на модели с двигателями до 1,6 л, который был продлен и на 2017 год. В 2015 году начался бурный рост сегмента кроссоверов, причем, именно местных марок, что позволило независимым китайским производителям значительно укрепить свои позиции на национальном рынке.
В 2012 году в КНР началась реализация правительственной программы перехода к выпуску транспортных средств на т. н. «альтернативных» или «новых источниках энергии» (NEV), то есть электромобилей (BEV) и гибридных автомобилей (HEV и PHEV). После застоя в 2013 г. были предприняты дополнительные меры стимулирования в виде льгот на приобретение электромобилей, что привело к бурному росту именно этого сегмента авторынка. Кроме того, с середины 2010-х начался активный рост сегмента электробусов, преимущественно городских. Так, уже в 2016 г. объём производства электробусов всех классов достиг 90,5 тыс. или 18,4 % от всех произведенных автобусов (491,7 тыс.). Рынок легковых электромобилей и подзаряжаемых гибридов в 2016-м превысил 0,5 млн, а в 2017 г. составил уже 777 тыс. ед. (рост на 53,3 % к 2016 году). Рынок NEV составил 2,7 % от всего рынка, что на 0,9 % выше показателя 2016 года. В 2017 году выпуск автомобилей в КНР превысил 29 млн, составив 30 % от общемирового (96,4 млн). Доля национальных марок на рынке легковых автомобилей КНР в 2017 году достигла 43,9 %, а доля SUV — 60,6 % рынка.
Для дальнейшего развития рынка NEV правительством КНР начиная с 2019 года введены обязательные квоты на продажу электромобилей всеми отечественными и иностранными автопроизводителями, которые затем должны ежегодно повышаться с 8,5 % в 2019-м до 12,5 % в 2021-м. При этом льготы на приобретение BEV и PHEV сохранены до 2020 года, но лишь для продукции производства КНР. Это заставило ряд иностранных автопроизводителей быстро создавать СП по выпуску электромобилей с местными производителями.

### 2020-е
Вспышка коронавируса в 2020 году повлияла на работу автозаводов в Китае.
За первые восемь месяцев 2021 года Китай в общей сложности экспортировал 1,318 млн автомобилей, что на 117,5 % больше по сравнению с аналогичным периодом 2020 года. В январе — августе 2021 года объём экспорта китайских автомобилей достиг 137,7 млрд юаней (21,34 млрд долл. США), прибавив 111,1 % в годовом выражении и превысив объём экспорта автомобилей за весь 2020 год. Первую тройку экспортёров составили SAIC Motor, Great Wall Motors и Geely Automobile. В 2021 году Китай обошел Южную Корею экспорту автомобилей и стал третьим по этому показателю после Германии и Японии.
В 2022 году в Китае был вдвое снижен налог на покупку легковых автомобилей, а также приняты другие меры стимулирования автомобильного рынка. В 2022 года объём производства и сбыта легковых автомобилей составил 23,836 млн и 23,563 млн соответственно, увеличившись на 11,2 % и 9,5 % по сравнению с аналогичным периодом 2021 года. В 2022 году по экспорту автомобилей Китай обошёл Германию, что сделало его вторым по величине (3,11 млн) экспортером автомобилей в мире.
В 2023 году КНР впервые в истории мирового автопрома произвел свыше 30 млн автомобилей (30,16 млн по данным СААМ), в том числе 9,59 млн NEV (BEV+PHEV+FCEV), из которых 6,26 млн легковых электромобилей (BEV) и 443 тыс. коммерческих электромобилей (преимущественно электробусов). В 2023 году Китай по экспорту автомобилей (4,91 млн) обошёл Японию и стал крупнейшим в мире автоэкспортёром.
По итогам 2024 года общий объем производства автомобилей в Китае достиг 31,282 млн единиц, увеличившись на 3,7 % по сравнению с 2023 годом; объем их продаж вырос на 4,5 % в годовом исчислении и составил 31,436 млн единиц; экспорт автомобилей из Китая составил 5,859 млн единиц, что на 19,3 % больше, чем годом ранее. Производство и продажи автомобилей на новых источниках энергии превысили 10 млн единиц, при этом на их долю пришлось более 40 % от общего объема продаж автомобилей в стране.
В 2024 году Китай экспортировал около 400 тыс. подержанных автомобилей, что на 45 % больше, чем в предыдущем году, и стало наивысшим показателем за всю историю. Примерно 50 % всех поставок пришлись на Кыргызстан, РФ и Узбекистан.

## Автомобилестроительные компании
По состоянию на 2021 год крупнейшими компаниями по числу проданных автомобилей были:
- SAIC Motor (5,365 млн)
- FAW Group (3,501 млн)
- Dongfeng Motor (3,275 млн)
- Changan Automobile (2,301 млн)
- Guangzhou Automobile Industry Group (2,144 млн)
- BAIC Group (1,723 млн)
- Geely Holding Group (1,328 млн)
- Great Wall Motors (1,281 млн)
- Chery Automobile (959 тыс.)
- BYD (745 тыс.)

По состоянию на 2020 год крупнейшими компаниями по объёму выручки были:
- SAIC Motor (107,5 млрд долл.)
- FAW Group (101,1 млрд долл.)
- Dongfeng Motor (86,8 млрд долл.)
- BAIC Group (72,1 млрд долл.)
- Guangzhou Automobile Industry Group (57,7 млрд долл.)
- Geely Holding Group (47,2 млрд долл.)
- BYD (22,3 млрд долл.)
- Great Wall Motors (14,6 млрд долл.)
- Sany Heavy Industry (14,4 млрд долл.)
- Sinotruk Hong Kong (14,3 млрд долл.)
- Changan Automobile (11,2 млрд долл.)
- Zoomlion Heavy Industry (9,5 млрд долл.)

## Марки китайских автомобилей и автобусов
По состоянию на 2023 год в КНР существовало более восьмидесяти автомобильных компаний, среди них десятка самых крупных: SAIC, FAW, BYD, Changan, GAC, Dongfeng, BAIC, Chery, Geely и Great Wall (заводы этих гигантов за первое полугодие 2023 года произвели более 13 млн автомобилей). Всего на китайском рынке представлены более 670 марок.
Существующие:
- Aion
- Aito
- Aiways[англ.]
- Ankai
- Arcfox
- Avatr
- BAIC
- Baojun
- BAW
- Bestune
- Brilliance
- BYD
- Changan
- Changfeng Motor[англ.]
- Chery
- CHTC[англ.]
- Dadi Auto
- Dayun
- Deepal
- Denza
- Dongfeng
- Enranger
- Everus
- Exeed
- Fangchengbao
- FAW
  - FAW Jiefang[англ.]
- Foday
- Foton Motor
- GAC
- Geely
  - Geely Galaxy
  - Geely Geometry
- Golden Dragon
- Great Wall
- Hafei
- Haima
- Hanteng[англ.]
- Haval
- Hengchi
- Higer
- HiPhi
- Hongqi
- Hozon Auto
- Huanghai
- Huasong
- Hycan
- iCar
- IM Motors
- JAC
- Jetour
- Jiangling (JMC)
- Jiangnan
- Jinbei
- Jonway
- Kaiyi
- Karry
- Kawei[англ.]
- King Long
- Leapmotor
- Li Auto
- Lifan
- Livan
- Luxeed
- Lynk & Co
- Maxus
- Mengshi
- Mudan
- NIO
- ORA
- Polar Stone
- Polarsun[англ.]
- Qiteng[англ.]
- Rising Auto
- Roewe
- Ruixiang
- Shuanghuan[англ.]
- Shuchi[англ.]
- Skywell
- SMA
- Soueast
- Stelato
- Sunlong
- SWM
- Tank
- Traum
- Venucia
- Voyah
- Wey
- Weiwang
- Wuling
- Xiaomi Auto
- Xinkai
- XPeng
- Yangwang
- Youngman
- Yuanhang
- Yutong
- Zeekr
- Zinoro
- Zhongtong Bus
- ZX Auto

Ранее существовавшие:
- Bisu
- Englon
- Emgrand
- Fuqi[англ.]
- Gleagle
- Gonow
- Hawtai
- Huali[англ.]
- Huansu
- Landwind
- Rely
- Riich
- Qoros
- Xiali[англ.]
- Yema[англ.]
- Zotye

## Авторынок Китая
КНР обогнала Японию и стала вторым в мире автомобильном рынком в 2006 году. В 2009 году Китай обошёл Соединённые Штаты, став самым крупным в мире автомобильном рынком и с тех пор удерживает лидерство. Этот рост подстегивает спрос на автозапчасти, услуги по техническому обслуживанию и ремонту автомобилей.
На 2021 год продажи составили 26 млн автомобилей. Продажи легковых машин составили 21,4 млн, наиболее популярными типами кузовов были лёгкий внедорожник (SUV, 47 %) и седан (46 %). Из проданных автомобилей 44,4 % составляли китайские бренды (BYD, Lifan, Chang’an, Geely, Chery, Hafei, Jianghuai, Great Wall, Roewe, FAW и др.), по 20,6 % — немецкие и японские бренды, 10,2 % — американские, 2,4 % — южнокорейские, 0,6 % — французские.
На 1990 год в КНР было 6 млн автомобилей, в 2004 году — 30 млн, а в 2015 году Китай обошёл по количеству автомобилей США, к концу 2021 года их число достигло 300 млн. Однако Китай всё ещё значительно уступает по количеству автомобилей на душу населения (0,23 в КНР и 0,89 в США). В 76 городах Китая зарегистрировано более 1 млн автомобилей, а в 18 городах — более 3 млн, в том числе Пекин (6 млн), Чэнду и Чунцин (по 5 млн).

## Экспорт из Китая
По итогам 2021 год экспорт автомобилей из Китая составил более 2 млн единиц (удвоившись по сравнению с 2020 годом). Крупнейшими экспортёрами стали компании SAIC Motor (697 тыс. автомобилей) и Chery Automobile (269 тыс.). Рост экспорта транспортных средств на новых источниках энергии составил 304,6 %; в первую десятку крупнейших импортёров китайских автомобилей на новых источниках энергии вошли Бельгия, Бангладеш, Великобритания, Индия, Таиланд, Германия, Франция, Словения, Австралия и Филиппины, на них пришлось 77,8 % экспорта подобных автомобилей.
По итогам 2022 года доля рынка в России, которую занимают китайские автомобильные бренды, увеличилась более чем в два раза (в 2021 году на бренды из КНР суммарно приходилось 7,5 %, в этом году — 19,4 %; всего было продано почти 122 тыс. новых машин); при этом стоимость автомобилей выросла на 29-75 %.
В 2024 году Китай экспортировал в общей сложности 6,41 млн автомобилей (+ 23 % в годовом исчислении). Крупнейшими рынками сбыта стали Россия (1,158 млн автомобилей) и Мексика (445 тыс.), за которыми расположились ОАЭ, Бельгия, Саудовская Аравия, Бразилия, Великобритания, Австралия, Филиппины и Турция.

## Автомобили на альтернативной энергии
Китайское правительство активно призывает к разработке экологически чистых и экономичных автомобилей, ставя перед национальными автопроизводителями стратегическую задачу выхода на передовые позиции в мировом автопроме. На сегодня китайский автопром уже освоил выпуск автомобилей, соответствующих стандарту Евро-5. С 2017 года значительно расширяется выпуск коммерческих автомобилей на Сжатом природном газе (метане) и ведутся работы по расширению применения Сжиженного природного газа.
В 2012 году в КНР началась реализация правительственной программы перехода к выпуску автомобилей на альтернативном топливе или «новых источниках энергии» (NEV), включающих как электромобили (BEV), так и гибридные автомобили (HEV и PHEV). После застоя с выпуском NEV в 2012—2013 годах были предприняты дополнительные меры стимулирования в виде льгот на приобретение электромобилей, что привело к бурному росту именно этого сегмента авторынка, начиная с 2014 года. Кроме того, с середины 2010-х начался активный рост сегмента электробусов, преимущественно городских; так, уже в 2016 г. объём производства электробусов всех классов достиг 90,5 тыс. (18,4 %) от всех произведенных автобусов (491,7 тыс.). Рынок легковых электромобилей и подзаряжаемых гибридов в 2016 году превысил 500 тыс., а в 2017 году — 777 тыс. ед. (рост на 53,3 %, рынок NEV составил 2,7 % от всего рынка, что на 0,9 % выше показателя 2016 года).
Для дальнейшего развития рынка NEV правительством КНР, начиная с 2019 года, введены обязательные квоты на продажу электромобилей всеми отечественными и иностранными автопроизводителями, которые затем должны ежегодно повышаться с 8,5 % (в 2019) до 12,5 % (в 2021). При этом льготы на приобретение BEV и PHEV сохранены до 2020 года, но лишь для продукции производства КНР. Это заставило ряд иностранных автопроизводителей ускоренно создавать СП с местными производителями для выпуска необходимого количества электромобилей. К 2020 году парк электромобилей в КНР должен составить не менее 1 млн.
В 2022 году, когда доля рынка мировых продаж электромобилей впервые составила около 10 %, доля проданных полностью электрических авто в Китае достигла 19 % (в Европе — 11 %); на долю Китая пришлось 2/3 мировых продаж электромобилей. За этот год в КНР были проданы 6,89 млн таких автомобилей, что на 93,4 % превысило показатель 2021 года. Объём производства увеличился на 96,9 %, до 7,06 млн машин. На конец 2022 года в стране насчитывалось 5,21 млн зарядных колонок для электромобилей, при этом более 2,59 млн из них были построены за прошедший год. Мировым лидером по продажам электромобилей остается американская Tesla, за ней идут китайские BYD и SAIC.
Крупнейшими производителями электромобилей в Китае являются:
- BYD Auto[39]
- Tesla
- SAIC Motor
- Chery Automobile
- GAC Aion
- Li Auto
- NIO
- XPeng
- Geely Automobile
- BAIC Group
- JAC Motors
- Great Wall Motors
- Dongfeng
- Kandi Technologies[англ.]

## Производство комплектующих
По итогам 2023 года общий объем производства литий-ионных аккумуляторов в Китае превысил 940 ГВтч; в денежном выражении этот показатель превысил 1,4 трлн юаней (197 млрд долл. США); экспорт литий-ионных аккумуляторов вырос более чем на 33 % по сравнению с предыдущим годом и составил 457,4 млрд юаней.
Крупнейшими китайскими производителями автомобильных комплектующих являются:
- Huayu Automotive Systems
- Weichai Power
- Yanfeng Automotive Interiors
- Fuyao Glass
- Beijing Hainachuan Automotive Parts
- Joyson Electronics
- Contemporary Amperex Technology
- CITIC Dicastal
- Johnson Electric
- Minth Group
- Wuling Motors
- Zhongding Group
- Desay Corporation
- AVIC Automobile Industry Holding
- GAC Parts
- Guangxi Yuchai Group
- Hangzhou Zhongce Rubber
- Shaanxi Fast Auto Drive Group

## Производство шин
Роль китайских производителей шин на мировом рынке по сравнению с другими отраслями невелика, лишь одна компания входит в первую десятку по размеру выручки за 2021 год — Hangzhou Zhongce Rubber Company (ZC Rubber, 9-е место), в первую тридцатку входят также Linglong Tire, Sailun Tyres, Double Coin, Triangle Group, Guizhou Tyre, Prinx Chengshan Tire, Aeolus Tyres. В то же время почти все крупные производители шин имеют заводы в КНР.